# Cyrtoctenus
Genre
Espèces de rang inférieur
- †C. caledonicus Peach, 1882
- †C. dewalquei Fraipont, 1889
- †C. dicki Peach, 1883
- †C. ostraviensis Størmer et Waterston, 1968
- †C. peachi Espèce type Størmer & Waterston,1968

- †C. wittebergensis Waterson et al.,1985

Cyrtoctenus est un genre fossile de la famille des Hibbertopteridae, un groupe d'Arthropodes aquatiques Chélicérates de l'ère Paléozoïque.

## Présentation
Le genre Cyrtoctenus regroupe six espèces validées, l'holotype du taxon C. peachi et cinq autres espèces : C. calodenicus, C. dewalquei, C. dicki, C. ostraviensis et C. wittebergensis. Des fossiles attribués au genre ont notamment été découverts dans des dépôts du Famennien supérieur en Belgique (C. dewalquei), du Viséen en Afrique du Sud (C. wittebergensis) et en Écosse (C. caledonicus et C. peachi), et du Bashkirien en Tchéquie (C. ostraviensis).
Cyrtoctenus appartient à la famille des Hibbertoptérides de l'ordre des Euryptérides.
Les Hibbertoptérides étaient de grands Euryptérides aquatiques, d'eau douce à saumâtre, dotés d'une tête et d'un corps larges et massifs, d'un telson (pointe de la queue) hastaté (en forme de glaive) et d'appendices adaptés à une alimentation par balayage. Ce mode d'alimentation mobilise des appendices spécialisés dotés de lames probablement utilisées par les animaux pour ratisser le substrat de leur environnement à la recherche de petites proies.
Le genre Cyrtoctenus pourrait avoir compté le plus grand représentant de la famille de Hibbertoptérides, l'espèce Cyrtoctenus wittebergensis, dont les plus grands spécimens auraient pu atteindre la taille de 2,5 mètres (pour une taille moyenne probable de 1,35 mètre).
Cyrtoctenus se distingue des autres genres de sa famille notamment par la présence de nombreux et longs filaments sur les premières et deuxièmes paires d'appendices, destinées à l'alimentation (C. caledonicus, C. peachi et C. dewalquei). Les fulcras (tissus de soutien) des appendices sont également caractéristiques : petits et de forme conique chez C. caledonicus, grands chez C. peachi. C. wittebergensis se distingue, quant à lui, par la forme ovale de son nœud ocellaire (la partie surélevée de la carapace sur laquelle se trouvent les ocelles) et par les nombreuses crénulations présentes sur les marges distales des articles de ses appendices.
Cyctoctenus compte l'une des deux seules espèces de la super-famille des Hibbertoptéroïdes décrite à partir de restes quasiment complets : C. wittebergensis, l'autre espèce étant Hibbertopterus scouleri
.

## Classification
Le genre Cyrtoctenus est décrit en 1968 par Leif Størmer
et Charles D. Waterston. Le genre regroupe alors quatre espèces : C. caledonicus, C. dewalquei, C. ostraviensis et C. peachi). L'espèce type est C. peachi. À cette époque, le genre apparaît suffisamment distinct des autres genres connus d'Euryptérides pour justifier la création d'un nouvel ordre destiné à l'accueillir, les Cyrtoctenida. En 1985, Waterston, Oelofsen et Oosthuizen décrivent une cinquième espèce, C. wittebergensis. En 2010, James Lamsdell, Simon Braddy et Erik Tetlie attribuent le genre à la famille des Hibbertoptérides et, ce faisant, confirment son rattachement à l'ordre des Euryptérides.
La classification de Cyrtoctenus bien qu'officiellement établie reste très discutée. En particulier, plusieurs études récentes suggèrent une relation de synonymie entre Cyrtoctenus et d'autres genres de la même famille.
Ainsi, dans une étude de 1993 sur des fossiles du calcaire de l'East Kirkton (en) de Bathgate, dans le West Lothian, en Écosse, Andrew J. Jeram du département de géologie de l'Ulster Museum et le paléontologue britannique Paul Antony Selden émettent l'hypothèse que les trois genres Hibbertopterus, Dunsopterus et Cyrtoctenus attribués à la famille des Hibbertoptérides seraient des synonymes en s'appuyant notamment sur une analyse comparative des appendices postérieurs et du telson. Dans sa revue de 2010, James Lamsdell émet la même hypothèse mais cette fois pour les trois genres Cyrtoctenus, Dunsopterus et Vernonopterus : cette hypothèse se base sur des similarités entre articles des appendices (Dunsopterus/Cyrtoctenus) et sur la présence des mêmes crêtes sur les opisthosomes (Vernonopterus/Cyrtoctenus).
Dans leur étude de 1993, A. J. Jeram et P. A. Selden suggèrent par ailleurs que Dunsopterus, Hibbertopterus et Cyrtoctenus représenteraient différents stades ontogénétiques (différents stades de développement de l'animal tout au long de sa vie) d'un genre unique. Cette hypothèse est reprise par deux études plus récentes de J. C. Lamnsdel et sa doctorante E. S. Hughes,. Selon cette hypothèse Dunsopterus et Hibbertopterus représenteraient des formes juvéniles de Cyrtoctenus : ainsi, au cours du développement de ce genre unique, et parallèlement à l'augmentation de leur taille, les individus auraient connu un rapprochement des yeux au sommet de la tête, et une transformation des appendices buccaux qui, au départ, simples appendices ratisseurs permettant de pousser de relativement grosses proies vers la bouche, devenaient progressivement de véritables filtres autorisant la capture de proies aussi petites que du zooplancton. Cette hypothèse expliquerait également pourquoi les petits spécimens d'Hibbertopterus sont plus complets que les spécimens de Cyrtoctenus fragmentaires : en effet, la majorité des fossiles d'Hibbertopterus seraient des exuvies alors que les grands spécimens de Cyrtoctenus correspondraient à des individus morts sensibles aux charognards.

## Histoire de la recherche
En 1863, le paléontologue anglais John William Salter, décrit ce qu'il pense alors être une plante et qu'il nomme Cycadites caledonicus.
En 1882, le géologue britannique Ben Peach décrit un nouveau genre Glyptoscorpius basé sur deux espèces : G. perornatus (qui sera considérée plus tard comme l'espèce type du genre) et l'espèce fragmentaire G. caledonicus, précédemment décrite comme Cycadites caledonicus. Cette nouvelle classification est confortée par la découverte de nouveaux fragments de fossiles dans le secteur de la Coomsden Burn (en), que Peach attribue à G. caledonicus. En 1887, Peach décrit et attribue deux nouvelles espèces au genre : G. minutisculptus de Mount Vernon, Glasgow, en Écosse et G. kidstoni de Radstock, Somerset, en Angleterre. Le genre Glyptoscorpius de Peach est alors problématique : certains des caractères diagnostics utilisés lors des descriptions sont discutables ou dénués de sens. Par exemple, la description originale du genre est basée sur G. caledonicus et G. perornatus, mais, comme les parties de corps conservées dans les fossiles décrits ne se chevauchent pas complètement, il est impossible de dire si les caractères diagnostics de Peach s'appliquent réellement aux deux espèces originales. Finalement, ce sont Charles D. Waterston et Leif Størmer qui attribuent en 1968 l'espèce G. caledonicus au nouveau genre Cyrtoctenus sous le nouveau nom d'espèce Cyrtoctenus caledonicus.
L'espèce qui deviendra plus tard C. dicki est initialement décrite par Peach en 1883. En 1964, le paléontologue américain Erik N. Kjellesvig-Waering procède à un réexamen approfondi des différentes espèces attribuées à la famille des Pterygotidae. Dans ce cadre, il conserve P. dicki parmi les espèces du genre Pterygotus. En 2000, les paléontologues écossais Lyall I. Anderson et Nigel H. Trewin, et le paléontologue allemand Jason A. Dunlop notent que l'argumentation développée par Kjellesvig-Waerings pour conserver la classification initiale P. dicki est « fastidieuse » car elle s'appuie sur un matériel extrêmement fragmentaire. Ils notent que P. dicki, comme de nombreuses autres espèces de Ptérygotides, sont des noms d'espèces créés pour ne décrire que quelques segments fossiles épars, une pratique qu’ils considèrent comme « insoutenable en taxonomie ». Tout en suggérant des recherches supplémentaires pour déterminer si le taxon est valide ou non, ils notent que l'ornementation des segments forme une bordure absente chez toutes les autres espèces de Pterygotus, mais « remarquablement similaire » à ce que l'on retrouve chez Cyrtoctenus. Des recherches ultérieures attribuent P. dicki au genre Cyrtoctenus sous le nom Cyrtoctenus dicki.

## Paléoécologie
La formation Waaipoort, où C. wittebergensis a été découverte, conserve la trace fossile d'une faune diversifiée du Carbonifère et de certaines espèces de plantes. Cette formation est interprétée comme ayant été un grand lac ouvert d'eau douce à saumâtre, avec probablement l'influence occasionnelle d'orages et de processus glaciaires. Les fossiles découverts dans la formation sont le plus souvent ceux de divers types de poissons. Parmi ces types figurent des Paléoniscoidés, des requins et des acanthodiens. Bien que les fossiles de requin soient généralement trop fragmentaires pour être attribués à une espèce précise, certains spécimens pourraient constituer des restes de Protacrodontoïdes. Parmi les Acanthodiens, au moins trois genres ont été identifiés à partir d'écailles fossiles et d'épines. Outre C. wittebergensis, les seuls invertébrés découverts sont deux espèces de Bivalves, peut-être de l'ordre des Unionidés. Les fossiles végétaux de la formation de Waaiport sont nettement moins diversifiés que ceux découverts sur les formations plus anciennes du même site, probablement pour des raisons climatiques. Praeramunculus (probablement un Progymnosperme) et Archaeosigillaria (un petit Lycopode) font partie des genres décrits sur le site.